# Champigneul-sur-Vence
Champigneul-sur-Vence é uma comuna francesa na região administrativa de Grande Leste, no departamento Ardenas. Estende-se por uma área de 4,58 km². Em 2010 a comuna tinha 126 habitantes (densidade: 27,5 hab./km²).